# Ahmed El-Gendy
Ahmed Osama El-Gendy (in arabo احمد أسامة الجندي‎?; 1º marzo 2000) è un pentatleta egiziano, vincitore di un oro ed un argento ai Giochi olimpici estivi.

## Palmarès

### Per l'Egitto
- Giochi olimpici

Tokyo 2020: argento nella gara individuale;
Parigi 2024: oro nella gara individuale;
- Mondiali

Il Cairo 2021: bronzo nell'individuale; bronzo a squadre;
- Giochi olimpici giovanili

Buenos Aires 2018: oro nella gara individuale;

### Per la Squadra mista
- Giochi olimpici giovanili

Buenos Aires 2018: oro nella gara a squadre mista;